# Никозија
Никозија (грч. Λευκωσία — Лефкозија, тур. Lefkoşa — Лефкоша) је главни град Републике Кипра и непризнате Турске Републике Северни Кипар. Истовремено град је седиште званичног округа Никозија. То је и највеће градско подручје на острву Кипар — Никозија са предграђима има око 300 хиљада становника.
Никозија се налази се на реци Педијеос и тренутно је једини подељени главни град на свету. Град је подељен тзв. зеленом линијом, која је демилитаризована зона УН-а, на северни, турски и јужни, грчки део.
Поред својих законодавних и административних функција, Никозија се успоставила као финансијска престоница острва и главни међународни пословни центар. Године 2018, Никозија је била 32. најбогатији град на свету у погледу куповне моћи.

## Порекло назива
Старо име Никозије било је Ледра. Данашњи назив град је добио у време крсташке (Лузињанске) власти, иако се већ у доба антике јавља и назив Лефкотеа. Име Никозија појавило се доласком Лизињана. Француски крсташи нису могли или нису хтели да изговарају име Лефкозија, већ су говорили Никозија. Ледра је данас име најпопуларније трговачке улице у Никозији.

## Географија
Никозија је једини значајнији град на Кипру, који се не налази на мору. Са друге стране град је смештен готово у средишту острва. Од другог по величини града на острву, Лимасола, Никозија је удаљена 75 km.
Никозија се налази у пространој равници средишњег Кипра, Месаорији, на 145–150 m надморске висине. Град се образовао на месту где је равница најужа, тј. на месту где се две значајне планине на Кипру, Тродос (јужно) и Керинејске планине (северно), највише приближавају. Стога, градска предграђа ка југу и северу већ заузимају брежуљкасто и бреговито тло.
Кроз Никозију протиче речица Педијеос, као и низ мањих водотока, њених притока, које током сушних лета пресуше.

### Клима
Клима у Никозији је средоземна са елементима сушне, степске климе, јер због удаљености града од мора даје још веће разлике у летњним и зимским, односно ноћним и дневним температурама. Просечна годишња температура је чак 26 подеока, а падавина има мало — око 340 mm/m².
| Клима Никозије, елевација: 162 m (1991–2005 нормале, екстреми 1915–садашњост) | Клима Никозије, елевација: 162 m (1991–2005 нормале, екстреми 1915–садашњост) | Клима Никозије, елевација: 162 m (1991–2005 нормале, екстреми 1915–садашњост) | Клима Никозије, елевација: 162 m (1991–2005 нормале, екстреми 1915–садашњост) | Клима Никозије, елевација: 162 m (1991–2005 нормале, екстреми 1915–садашњост) | Клима Никозије, елевација: 162 m (1991–2005 нормале, екстреми 1915–садашњост) | Клима Никозије, елевација: 162 m (1991–2005 нормале, екстреми 1915–садашњост) | Клима Никозије, елевација: 162 m (1991–2005 нормале, екстреми 1915–садашњост) | Клима Никозије, елевација: 162 m (1991–2005 нормале, екстреми 1915–садашњост) | Клима Никозије, елевација: 162 m (1991–2005 нормале, екстреми 1915–садашњост) | Клима Никозије, елевација: 162 m (1991–2005 нормале, екстреми 1915–садашњост) | Клима Никозије, елевација: 162 m (1991–2005 нормале, екстреми 1915–садашњост) | Клима Никозије, елевација: 162 m (1991–2005 нормале, екстреми 1915–садашњост) | Клима Никозије, елевација: 162 m (1991–2005 нормале, екстреми 1915–садашњост) |
| Показатељ \ Месец                                                             | .Јан.                                                                         | .Феб.                                                                         | .Мар.                                                                         | .Апр.                                                                         | .Мај.                                                                         | .Јун.                                                                         | .Јул.                                                                         | .Авг.                                                                         | .Сеп.                                                                         | .Окт.                                                                         | .Нов.                                                                         | .Дец.                                                                         | .Год.                                                                         |
| ----------------------------------------------------------------------------- | ----------------------------------------------------------------------------- | ----------------------------------------------------------------------------- | ----------------------------------------------------------------------------- | ----------------------------------------------------------------------------- | ----------------------------------------------------------------------------- | ----------------------------------------------------------------------------- | ----------------------------------------------------------------------------- | ----------------------------------------------------------------------------- | ----------------------------------------------------------------------------- | ----------------------------------------------------------------------------- | ----------------------------------------------------------------------------- | ----------------------------------------------------------------------------- | ----------------------------------------------------------------------------- |
| Апсолутни максимум, °C (°F)                                                   | 22,2 (72)                                                                     | 26,2 (79,2)                                                                   | 33,4 (92,1)                                                                   | 39,0 (102,2)                                                                  | 41,1 (106)                                                                    | 43,3 (109,9)                                                                  | 44,2 (111,6)                                                                  | 43,6 (110,5)                                                                  | 41,9 (107,4)                                                                  | 38,3 (100,9)                                                                  | 32,6 (90,7)                                                                   | 25,2 (77,4)                                                                   | 44,2 (111,6)                                                                  |
| Максимум, °C (°F)                                                             | 15,5 (59,9)                                                                   | 15,9 (60,6)                                                                   | 19,2 (66,6)                                                                   | 24,3 (75,7)                                                                   | 29,7 (85,5)                                                                   | 34,3 (93,7)                                                                   | 37,2 (99)                                                                     | 36,9 (98,4)                                                                   | 33,5 (92,3)                                                                   | 29,0 (84,2)                                                                   | 22,1 (71,8)                                                                   | 17,0 (62,6)                                                                   | 26,2 (79,2)                                                                   |
| Просек, °C (°F)                                                               | 10,6 (51,1)                                                                   | 10,6 (51,1)                                                                   | 13,1 (55,6)                                                                   | 17,1 (62,8)                                                                   | 22,3 (72,1)                                                                   | 26,9 (80,4)                                                                   | 29,7 (85,5)                                                                   | 29,4 (84,9)                                                                   | 26,2 (79,2)                                                                   | 22,3 (72,1)                                                                   | 16,3 (61,3)                                                                   | 12,0 (53,6)                                                                   | 19,7 (67,5)                                                                   |
| Минимум, °C (°F)                                                              | 5,7 (42,3)                                                                    | 5,2 (41,4)                                                                    | 7,0 (44,6)                                                                    | 10,2 (50,4)                                                                   | 14,8 (58,6)                                                                   | 19,4 (66,9)                                                                   | 22,2 (72)                                                                     | 21,9 (71,4)                                                                   | 18,8 (65,8)                                                                   | 15,6 (60,1)                                                                   | 10,4 (50,7)                                                                   | 7,1 (44,8)                                                                    | 13,2 (55,8)                                                                   |
| Апсолутни минимум, °C (°F)                                                    | −2,0 (28,4)                                                                   | −2,1 (28,2)                                                                   | 0,4 (32,7)                                                                    | 2,9 (37,2)                                                                    | 7,5 (45,5)                                                                    | 12,3 (54,1)                                                                   | 16,0 (60,8)                                                                   | 15,6 (60,1)                                                                   | 13,1 (55,6)                                                                   | 5,4 (41,7)                                                                    | 0,9 (33,6)                                                                    | −0,1 (31,8)                                                                   | −2,1 (28,2)                                                                   |
| Количина падавина, mm (in)                                                    | 54,7 (2,154)                                                                  | 41,6 (1,638)                                                                  | 28,3 (1,114)                                                                  | 19,9 (0,783)                                                                  | 23,5 (0,925)                                                                  | 17,6 (0,693)                                                                  | 5,8 (0,228)                                                                   | 1,3 (0,051)                                                                   | 11,7 (0,461)                                                                  | 17,4 (0,685)                                                                  | 54,6 (2,15)                                                                   | 65,8 (2,591)                                                                  | 342,2 (13,472)                                                                |
| Дани са падавинама (≥ 1 mm)                                                   | 7,3                                                                           | 6,5                                                                           | 5,4                                                                           | 3,5                                                                           | 2,7                                                                           | 1,3                                                                           | 0,5                                                                           | 0,1                                                                           | 0,6                                                                           | 2,8                                                                           | 4,7                                                                           | 7,7                                                                           | 43,1                                                                          |
| Сунчани сати — месечни просек                                                 | 182,9                                                                         | 200,1                                                                         | 238,7                                                                         | 267,0                                                                         | 331,7                                                                         | 369,0                                                                         | 387,5                                                                         | 365,8                                                                         | 312,0                                                                         | 275,9                                                                         | 213,0                                                                         | 170,5                                                                         | 3.314,1                                                                       |
| Извор #1: Метереолошка служба (Кипар)                                         |                                                                               |                                                                               |                                                                               |                                                                               |                                                                               |                                                                               |                                                                               |                                                                               |                                                                               |                                                                               |                                                                               |                                                                               |                                                                               |
| Извор #2: (подаци о високим и ниским вредностима)                             |                                                                               |                                                                               |                                                                               |                                                                               |                                                                               |                                                                               |                                                                               |                                                                               |                                                                               |                                                                               |                                                                               |                                                                               |                                                                               |

## Историја
Најстарији остаци насељавања на месту данашње Никозије сежу до бронзаног доба.
Никозија је у античко доба била грчки град-држава познат као Ледра или Лидра. Краљ Ледре Онаксагора је плаћао данак Есархадону од Асирије 672. п. н. е. Син Птолемеја Лефкос је поново изградио Ледру око 300. п. н. е. Ипак је Ледра у хеленско и римско време била мален, безначајан град, такође познат и као Лефкотеа. До времена када је добила првога хришћанскога епископа Трифилиоса 348. године град се називао Лефкусија или Ледри.
Град постаје познат као Лефкосија у 10. веку и тада постаје главно средиште Кипра. Његов значај је растао, јер су обални градови били изложени нападима са мора. Значај Пафоса и Саламиса на обали је опао, а много становништва је побегло у унутрашњост Кипра, где се налазила тадашња Лефкосија. Лефкосија је била седиште Лизињанских краљева Кипра од 1192. г. Млетачка република је заузела Кипар 1489. године, а Османско царство 1571. године. У 15. и 16. веку у граду су изграђене бројне палате, цркве и манастири.
За време турске опсаде 1570. године погинуло је око 20 хиљада становника. И поред тога град је остао средиште острва, што му је омогућило даљи развој. Турци су у крви угушили противтурски устанак 1821. г. Колера је погодила град 1835. године, а ватра је уништила велики део Никозије 1857. г.
Кипар је 1878. постао британска колонија са Никозијом као главним градом. Током 1950-их Никозија је била место илегалне и герилске активности. Становништво и герилски покрет ЕОКА је нападало британску војску са циљем да Кипар постане независан. Кипар је 1960. године постао независан, али после независности наставили су се сукоби Грка, који су представљали већину, и Турака, који су били мањина. Турску мањину је помагала Турска и Британија на прикривени начин, по старој латинској пароли „завади, па владај“. Након државног удара 1974. године уследио је напад Турске на Кипар. Турска је заузела 30% Кипра, тј. северну трећину, и велики део Никозије (северну Никозију). Никозија је постала подељени град што траје и данас.

## Становништво
Веома је тешко говорити о становништву Никозије, будући да је град подељен више деценија и да данас живи у виду два суседна, потпуно независна града. Грчки и турски део су приближно једнаки по становништву, са по 50-ак хиљада становника, што даје укупно око 100 хиљада становника (1/2 Грци, 1/2 Турци). Међутим, град је током протеклих деценија прешао своје управне границе, па данас тзв. „Велика Никозија“ има око 300 хиљада становника, од чега је 3/4 у јужном, грчком делу градске области, а 1/4 у Турском. Приближно је сличан однос и између Грка и Турака. Последњих година у грчком делу Никозије насељава се и све више странаца, махом економских усељеника са Истока.

## Знаменитости
Никозија је у 11. веку, у доба Лузињана, постала средиште острва и од тада почиње процват града. Они су од Никозије направили величанствен град са краљевском палатом и преко 50 цркава.
Старо градско језгро: Срце града је опкољено млетачким бедемима из 16. века, који су и данас у изванредном стању. У старом средишту града налазе се бројни музеји, старе цркве и средњовековне грађевине. Нова Никозија се развила ван старих бедема. Посебно је јужни, грчки део познат по пословним и управним четвртима са небодерима и савременим здањима.
У Никозији се налази гробница Лизињанских краљева у бившој катедрали Свете Софије, која је сада Селимија џамија у северном делу града, сада под турском управом. Срце града и његов симбол је добро очувано утврђење око средњовековног дела града.
Венецијански бедеми су изграђени од 1567. до 1570. године. Зидови су дебели 4,5 m и имају троја врата. Фамагустанска врата сада представљају културни центар. Неки други делови зидина имају данас управну намену. Срце града је Елефтерија трг (Трг Слободе) са градском кућом, поштом и библиотеком. Оближња улица Ледра (Лидра) води у најживљи део града са трговинама, бутицима, кафићима и уским улицама. Црква Аја Фаномерени је изграђена 1872. године, на остацима старог дворца. Ту су сахрањени архиепископ и епископи Кипра, које су Турци убили приликом устанка 1821. године. Архиепископски двор се налази на Тргу архиепископа Кипријануа. Близу двора се налази касноготичка Катедрала светог Јована из 1665. г.
Никозија је позната и по својим музејима. Архиепископски двор садржи византијски музеј, где се налази огромна збирка икона. Градски музеј има одличну збирку и градских и кипарских археолошких ископина, тако да је 1991. године добио назив Европски музеј године.

## Привреда
Никозија (оба њена дела) је средиште управе на Кипру и, повезано са тим, градска привреда је блиско ослоњена на рад управних, културних и образовних установа. Ту је седиште важних државних предузећа, банака, страних представништава.

### Саобраћај
Саобраћај је такође подељен — оба дела града имају независне унутрашње и међуградске саобраћајне системе и везе. Никозија нема прави аеродром, будући да је као подељени град била веома непогодна за градњу аеродрома. Стога и грчка и турска страна имају аеродроме даље од Никозије, дубље на својим управним подручјима.

## Галерија
- Црква Аја Фаномени
- Базар у Никозији
- Црква светог Јована
- Селимија џамија, најважнија у граду
- Једна од градских болница

## Партнерски градови
- Шверин
- Одеса
- Атина
- Шираз
- Букурешт
- Шангај
- Доха